# Akira Gunji
 (août 2018).
Si vous disposez d'ouvrages ou d'articles de référence ou si vous connaissez des sites web de qualité traitant du thème abordé ici, merci de compléter l'article en donnant les références utiles à sa vérifiabilité et en les liant à la section « Notes et références ».
Akira Gunji (郡司 彰, Gunji Akira) est un homme politique japonais membre du Parti démocrate du Japon, né le 11 décembre 1949 à Mito dans la préfecture d'Ibaraki. Il a occupé le poste de Ministre de l'Agriculture, des Forêts et de la Pêche du 4 juin 2012 au 26 décembre 2012 sous le 95e Cabinet.